# Remington (Indiana)
Remington es un pueblo ubicado en el condado de Jasper en el estado estadounidense de Indiana. En el Censo de 2010 tenía una población de 1185 habitantes y una densidad poblacional de 449,44 personas por km².

## Geografía
Remington se encuentra ubicado en las coordenadas 40°45′56″N 87°9′9″O / 40.76556, -87.15250. Según la Oficina del Censo de los Estados Unidos, Remington tiene una superficie total de 2.64 km², de la cual 2.64 km² corresponden a tierra firme y (0%) 0 km² es agua.

## Demografía
Según el censo de 2010, había 1185 personas residiendo en Remington. La densidad de población era de 449,44 hab./km². De los 1185 habitantes, Remington estaba compuesto por el 96.46% blancos, el 0.59% eran afroamericanos, el 0.08% eran amerindios, el 0.34% eran asiáticos, el 0.08% eran isleños del Pacífico, el 0.25% eran de otras razas y el 2.19% pertenecían a dos o más razas. Del total de la población el 3.12% eran hispanos o latinos de cualquier raza.